# Boogie prisen
Boogie Prisen var en prisudgivelse arrangeret af DR, hvor vinderne blev ved brugerafstemning. Det var tilknyttet programmet ungdomsprogrammet Boogie, og blev afviklet som et tv-show, hvor vinderne findes mod dets slutning. Der var 10 kategorier, med hver fem nomineringer. Det foregik ved Stærekassen på Det Kongelige Teater i København. 2008 var første gang DR afholdte showet, og det var efterfølgeren til DR's prisshow Grand Danois fra året før. 
Prisuddelingen blev ikke gentaget året efter.

## Prisvindere
Prisuddelingen foregik 12. april 2008. Showet blev sendt live på DR1. Årets vært var Signe Lindkvist. Alle vinderne af Boogie Priserne modtog en statuette designet af Anders Morgenthaler.
| Kategori          | Prismodtager                                             |
| ----------------- | -------------------------------------------------------- |
| Boogie Respekten  | Knivfri.dk - derfor går jeg ikke med kniv                |
| Årets Danske Film | Vikaren                                                  |
| Årets Danske Hit  | Nephew feat. L.O.C. - "Hospital"                         |
| Årets Danske Idol | Natasja                                                  |
| Årets Danske TV   | X Factor på DR1                                          |
| Årets Griner      | Klovn på TV 2 Zulu                                       |
| Årets Kys         | Søren Bregendal og Benjamin Lorentzen i filmen Rich Kids |
| Årets Ord         | "Nice"                                                   |
| Årets Spil        | 'Bubble Struggle                                         |
| Årets Tidsrøver   | Arto                                                     |